# Kasteel van Surmont

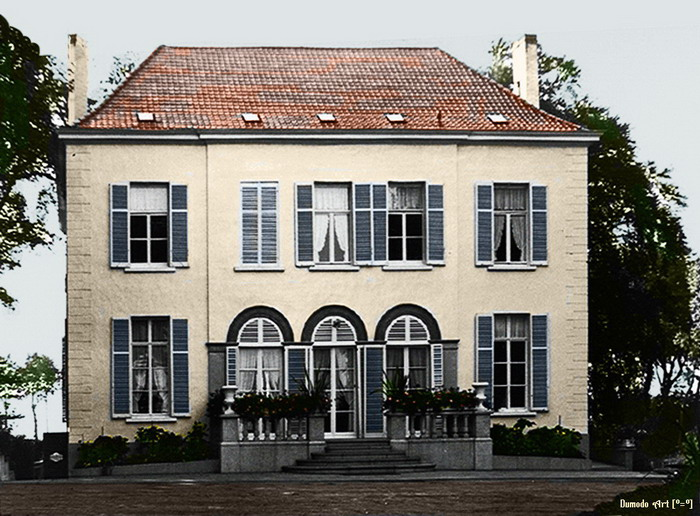
Olieverf op doek van de achterzijde van het Kasteel van Surmont

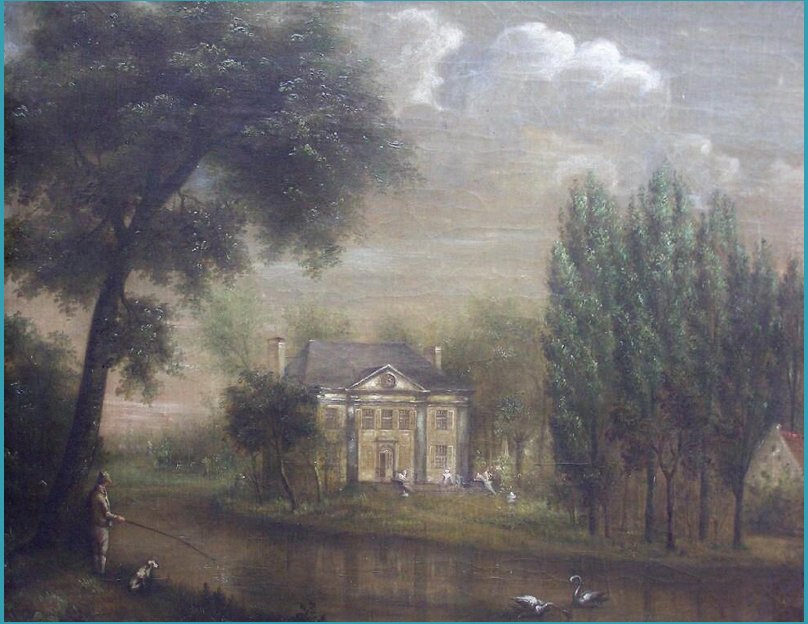
Olieverf op doek van Château de Surmont

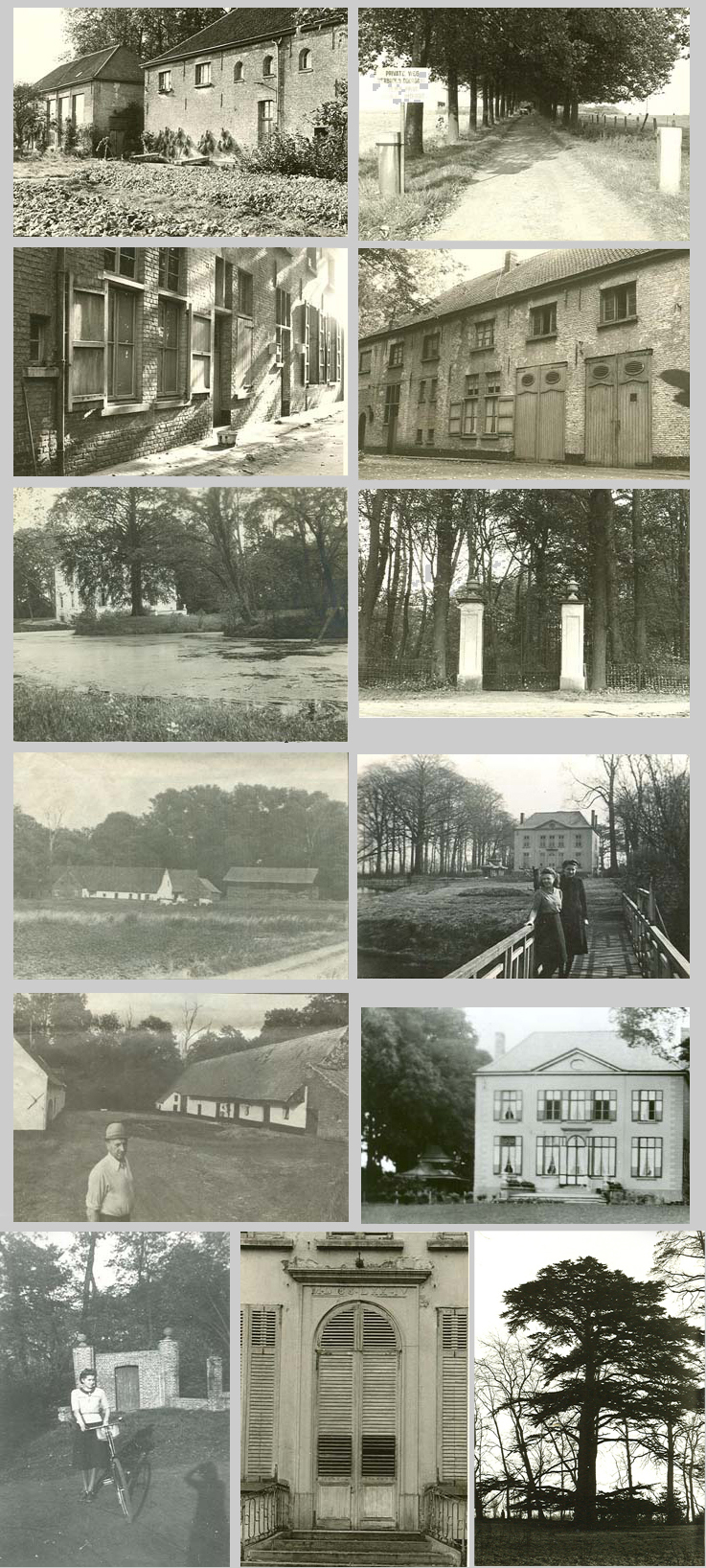
Oude foto's van het Kasteel van Surmont

Het Kasteel van Surmont werd in zijn glorietijd château de Surmont genoemd en ligt in West-Vlaanderen in de gemeente Kortrijk. Ten zuidoosten van de Kapel ter Bede liggen, omgeven door autosnelwegen en kantoorgebouwen, de ruïne van het kasteel Surmont en van de hofstede Goed ter Bede'. Wat generaties lang het buitengoed was van vooraanstaande en adellijke families is in een korte periode van slechts een halve eeuw lang gedegradeerd tot een troosteloze ruïne. De plunderingen tijdens en het verlaten van het kasteel na de Tweede Wereldoorlog, de aanleg van de E17 dwars door het domein in 1966-1967 en de leegstand van de hofstede sinds 2001 hebben elk hun deel bijgedragen tot het trieste einde van een interessante en eeuwenoude geschiedenis van een stukje Kortrijk.

## Geschiedenis
De weilanden, genaamd Vliesberg of Vlieberghe, waren eigendom van de Heerlijkheid van Gavere, een feodale heerlijkheid die behoorde aan de Graaf van Vlaanderen. Graaf Lodewijk van Male schonk op 30 mei 1374 een deel van deze heerlijkheid aan de deken van het kapittel van de collegiale kerk Onze-Lieve-Vrouw te Kortrijk. Kortrijk telde gedurende eeuwen slechts één parochiekerk, de Sint-Maartenskerk waardoor veel landbouwers en bewoners van Kortrijk-Buiten hun geloof niet konden belijden. Om hiervoor een oplossing te bieden gaf het kapittel begin 17e eeuw de opdracht tot de bouw van een nieuwe kapel op het domein, de kapel te Vlieberghe. Op 30 mei 1609 werd de kapel ingewijd.
De kapel te Vlieberghe werd voor de eerste maal afgebeeld in het renteboek van Gavere, opgesteld door Louis de Bersaques gezworen landmeter, in oktober 1629, met als onderwerp de Vlieberghe parochie te Kortrijk. Op de tekening onderscheiden we duidelijk de kapel langs de martweg, een voetweg tussen Kortrijk en Zwevegem. De percelen 40, 41 en 42 vormen het domein waar later het buitengoed en de hofstede zouden worden gebouwd.
Volgens een contract van 20 juli 1688 kon Pieter D'Hondt, landbouwer-landeigenaar, een aantal percelen in de nabijheid van de kapel te Vlieberghe - onder meer de percelen 40, 41 en 42- van het kapittel aankopen. Op het einde van de zeventiende eeuw (1689-1697) werden Kortrijk en omgeving echter bezet door Franse troepen. De kampplaatsen van duizenden soldaten, de vele plundertochten en het optrekken van verdedigingslijnen op het platteland, soms dwars door hofsteden heen, veroorzaakten massale vernietigingen in de omgeving. De aangekochte hofstede werd dan ook vermoedelijk vernield tijdens deze bezetting. Het feit dat de hofstede, afgebeeld in het renteboek van 1629, niet meer terug te vinden is op kaarten van latere datum kan deze veronderstelling ondersteunen.

### 18e eeuw: van hofstede naar buitengoed
In het begin van de achttiende eeuw (verkoopcontract gedateerd op 14 april 1705 kocht Jan Baptiste van Baelen, raadspensionaris van de stad Kortrijk en notoir kunstverzamelaar, de hofstede Het Hooghe van Pieter D'Hondt. Hij woonde in de Langhe Stedestraete in Kortrijk. In 1707 aanvaardde hij de taak als beheerder van de Capelle ter Bede, waardoor hij belast werd met het onderhoud van de kapel en met de organisatie van de erediensten'. Hij was tevens een opmerkelijk verzamelaar van kunst. In zijn collectie, bestaande uit 190 tekeningen en 154 schilderijen, had hij werken van verschillende Italiaanse meesters als Rafaël (3 stuks), Titiaan (14 stuks) en Michelangelo (3 stuks), evenals enkele Vlaamse meesters als Antoon Van Dyck (1 stuk), David Teniers (4 stuks), meerdere leerlingen van Rubens en Quinten Metsys. Alle kunstwerken werden in zijn eigen woning en in de woning van zijn neef Ignatius Goetghebeur, die met Jans oudste dochter getrouwd was, in de Conventstraete geëxposeerd. Het renteboek van 't heerschip van Gavere, opgemaakt door landmeter Emanuel Deronghe in de periode 1728-1731, geeft duidelijk de eigendommen van Jan Baptiste van Baelen in de omgeving van de kapel weer: 27 percelen op de 46 percelen die beschreven worden zijn in handen van Jan Baptiste van Baelen. De percelen 40, 41, 42 en 43 vormen het centrum van de eigendom:
perceel 40: perceel eigendom van Jan Baptiste van Baden, voorheen Pieter D'Hondt, bestaande uit een hof en een wal die de hofstede gelegen op perceel 41 beschermt en palende ten oosten en ten noorden aan land van het Goed te Gavere, ten westen aan perceel 41 en ten zuiden aan de hofdreve... Jan Baptiste van Baelen stierf op 20 juli 1713, zijn echtgenote Marie Françoise vander Haeghen stierf enkele jaren later op 17 januari 1717. De erfenis werd verdeeld onder hun vijf kinderen, waaronder ook "een pachthof bij de capelle ter bede genaamd het Hooghe gebruikt door de weduwe en de kinderen van de eigenaar…”.
De neef van Jan Baptiste van Baelen, Ignatius Goetghebeur, erfde door zijn huwelijk in 1714 met Jans oudste dochter Maria Johanna het buitengoed het Hooghe
Vermoedelijk gaven zij de opdracht de hofstede te vergroten met een eerste lustslot, gelegen op een mote ten oosten van de hofstede. In een document van 1744, opgemaakt door landmeter François Bal, vormen 32 percelen van de 53 beschreven percelen de eigendom van de erfgenamen van Jan Baptiste van Baden. De percelen 18, 19, 20 en 22 vormen het centrum met het lustslot en haar neerhof.
- perceel 18: eigendom van de erfgenamen van Jan Baptiste van Baelen, bestaande uit een hofstede met een huis en hof van plaisance rondom bewald _omvat twee percelen grond, voorheen percelen 40 en 41, palende ten oosten en ten noorden aan land den Vlieberg en aan eigen land, ten westen aan de eigen boomgaard en ten zuiden aan de hofdreve... Landbouwer Joseph Vanneste pachtte het neerhof in 1729 (...een behuisde en beplante hofstede 17 bunders groot... bestaande uit een woonhuis, schuur, paardestal, koestal en ovenbuur...). In 1739 was Christianus Vandeputte pachter van het landgoed (...een behoft, behuisd en beplant pachtgoed, genaamd het Hooghe, 17 bunders groot en bestaande uit een woonhuis, wagenhuis, schuur, koestal, paardenstal en ovenbuur en een poort om het hof te verlaten...) en in 1748 pachtte Joannes Follet het landgoed, eigendom van Maria Joanna van Baelen.
Louis François Goetghebeur, heer van Volsberghe, zoon van Ignatius, werd eigenaar van het hele domein in 1763 (...een behuisde en bewalde mote met behuisde hofstede ...). Pieter Cornelis Steur meet in 1768-1769 het gebied op in het zogenaamde landboek van Cortryck-Buyten. Pieter Samyn pachtte al sinds 1762 de hofstede (...een bebouwde, bewalde en beplante hofstede, gelegen op prochie Kortrijk- Buiten, genaamd het Hooghe met landen, bossen en weiden daarin begrepen het speelgoed met zijn toebehoorden...). De dreef ten zuiden van de hofstede werd omgevormd van een publieke naar een private dreef die leidt naar het buitengoed. De dreef werd hierbij aan beide zijden met elzen beplant.
Leonard Surmont (°1747- 125 augustus 1810), sinds 1774 schepen van de stad Kortrijk, was de neef van Louis François Goetghebeur. Volgens de archiefdocumenten was hij de eigenaar van `une maison à la campagne' en haar omgeving (...speelgoed genaamd 't Hooghe bebouwd met huis, stallingen, remisen, houtloge, hoveniershuis,... gelegen op Kortrijk-Buiten tegenaan de voetweg van Kortrijk naar Zwevegem, palend aan westzijde aan de boomgaard en de hofstede van dezelfde eigenaar...). Ook de hofstede, het neerhof van hoger vermeld lustgoed en gepacht door Joannes Samyn, zoon van Pieter Samyn, de dreef, en enkele percelen land behoorden tot zijn eigendommen (...een hofstede, zijnde het neerhof van voornoemd speelgoed bebouwd met huis, koe- en paardenstal, schuur, remise, wagenhuis, ovenbuur, boomgaard, dreef en verschillende stukken land...). Nadat het eerste lusthof door een brand was vernield, gaf Leonard Surmont in 1774 opdracht tot de bouw van een nieuw buitengoed, vanaf dat ogenblik in de volksmond Château Surmont genaamd. Tijdens de Franse Revolutie werd dit kasteel deels vernield, maar na de revolutie op identieke manier gereconstrueerd. Van dit buitengoed vinden we thans de ruïne.

### 19e eeuw: het hoogtepunt van het domein
In 1810 erfde François Petrus Surmont de Volsberghe (+19 september 1832), neef van Leonard Surmont en getrouwd met Coleta Theresia Marie de Potter, het buitengoed het Hooghe in Kortrijk (...speelgoed Hooghe bestaande uit kasteel met kelders, beneden- en bovenverdieping, zolders... een afgezonderd huis voor de tuinier met orangerie, koetspoort met stallingen... dreef waterplassen, lust- en bloemhoven... gelegen op Kortrijk-Buiten (kadasterplan sectie B, nrs. 342-347)) en de bijhorende hofstede (...een hofstede, het neerhof van voornoemd kasteel 't Hooghe, bebouwd met woonhuis, schuur, stallingen, ovenbuur (alles in steen en pannendak), groot met boomgaard, hofplaats en logting, zaailanden, weiden en bossen...). In 1813 werd het park getransformeerd in een Engels landschapspark. Charles François Surmont de Volsberghe, gehuwd met Thérèse Philippine Marie Ghislène Rodriguez d'Evora y Vega, erfde in 1832 als oudste zoon van Francois Petrus de eigendommen van zijn vader.
-een buitengoed met remisen, stallingen, hoveniershuis, groenselhof en wandelingen, genaamd het Hooghe, gelegen op Kortrijk-Buiten, wijk Knokke
-hofstede, neerhof van het buitengoed, in pacht gebracht bij Leonard Cardon vanaf 1832 tot 1840 en verlengd in 1841 tot 1850.
Marie barones Surmont de Volsberghe (°18 november 1829), gravin van het Heilig Roomse Rijk, gehuwd met Polydore Joseph Ghislain Piers de Raveschoot, was de dochter van Charles François. Uit de erfenis van haar echtgenoot blijkt dat hij nooit de eigenaar is geweest van het buitengoed en dat bijgevolg het buitengoed steeds in handen van de familie Surmont de Volsberghe is gebleven. Een verwijzing naar het buitengoed ( 4 hectare, 65 aren en 20 centiaren) en de hofstede ( 28 hectare, 22 aren en 80 centiaren) wordt gemaakt in het renteboek de dato1894 van Marie barones Surmont de Volsberghe.
-une ferme á Courtrai: plan cadastral section B nrs. 292, 293, 323, 324, 325, 326, 327, 328, 329, 330, 331, 332, 333, 290a, 337, 348, 349, 353, 354, 359a, 369, 307, 453, 334a, 336a.
-un château avec dependences á Courtrai: plan cadastral section B nrs. 342, 343, 346, 347, 345, 344a, 345a, 345b. Vermoedelijk heeft het gezin tot eind jaren 1850 op het buitengoed verbleven, waarna ze verhuisd zijn naar het kasteel in Olsene. Dit kasteel werd in de periode 1855-1860 grondig gerenoveerd onder leiding van de architect Minard. Hun zoon Eugène Piers de Raveschoot, getrouwd met Berthe barones de Crombrugghe de Picquendaele, heeft vermoedelijk het kasteel bewoond tot 1885. Zijn beide kinderen, Cécile (°1879) en Georges (°1880), zijn geboren in Kortrijk. Op 7 februari 1885 verwerven ze het kasteel van Koekelare (Oost-Vlaanderen) en verlaten ze Kortrijk voorgoed. De hofstede werd gepacht door Eloy D'Haene. Na het overlijden van Marie barones Surmont de Volsberghe (+15 juli 1897) verwierf René graaf de Ghellinck d'Elseghem-Vaernewijck Piers de Raveschoot (°28 juli 1853), gehuwd met Maud Smyth Pigott (°7 augustus 1863), het domein. Het buitengoed werd verhuurd aan Mevrouw Vandeghinste en haar twee kinderen. Osedé D'Haene pachtte de hofstede.

### 20e eeuw: de geleidelijke teloorgang van het domein
In 1922 (verkoopakte gedateerd op 4 oktober 1922) kochten de gebroeders Ernest en Prosper Dumolin, beiden industriëlen in Kortrijk, de eigendom, bevattende het buitengoed, het neerhof, het park en de omgevende weilanden, als onderdeel van een groter domein om er hun bedrijf Briquetteries et Céramiques de Courtrai te kunnen vestigen nabij het kanaal Kortrijk-Bossuit. De beide gezinnen gebruikten het buitengoed als hun zomerresidentie. Gedurende de wintermaanden woonden de gezinnen in het Kortrijkse stadscentrum. Begin mei verhuisden de gezinnen met hun personeel naar het landgoed aan de rand van de stad. Ze bleven er tot november. In de winter onderhielden de tuinman, de chauffeur en de conciërge het kasteel en het park. De Tweede Wereldoorlog leidde het begin van de neergang van het buitengoed in. In mei 1940 waren Belgische soldaten op zoek naar een overnachtingsplaats in de omgeving van het kasteel. Cyriel Vanooteghem, pachter van het neerhof en oorlogsveteraan van 1914-1918, vernam dat het ging om deserteurs. Onmiddellijk werden ze van het landgoed verjaagd. Later bezette een volledig Belgisch bataljon het kasteel. De familie Dumolin verliet het landgoed, terwijl de Belgische soldaten het kasteel plunderden. Na de Belgische troepen namen Duitse eenheden het kasteel in: op 29 mei 1940 kwamen de Duitse soldaten onder leiding van luitenant von Kniestedt aan in de stad; een Duits officier verbleef toen in het neerhof, terwijl zijn soldaten in het kasteel verbleven. In 1945 werd het kasteel gebruikt voor het herbergen van echtgenotes, moeders en kinderen van oostfrontstrijders, terwijl een Engels bataljon genoot van de gastvrijheid van de hofstede. Na de oorlog, in de periode 1946-1950, werd het kasteel gebruikt als kazerne voor de mobiele brigade van de gendarmerie van Gent. Sindsdien is het kasteel verlaten gebleven. Gedurende lange tijd bleef de conciërge het kasteel en het park onderhouden, maar bij de aanleg van de autosnelweg E17 dwars door het domein in 1966-1967 werd het landgoed verlaten waardoor de bouwkundige staat van het kasteel snel achteruit ging. Het park met zijn rijke vegetatie werd middendoor gesneden; verschillende bomen zoals de Libanese ceder met een stamomtrek van vijf meter werden geveld en de verschillende bijgebouwen werden gesloopt. In de eerste helft van de jaren negentig werd ook het kasteel deels gesloopt om een antwoord te kunnen bieden op het toenemende vandalisme.

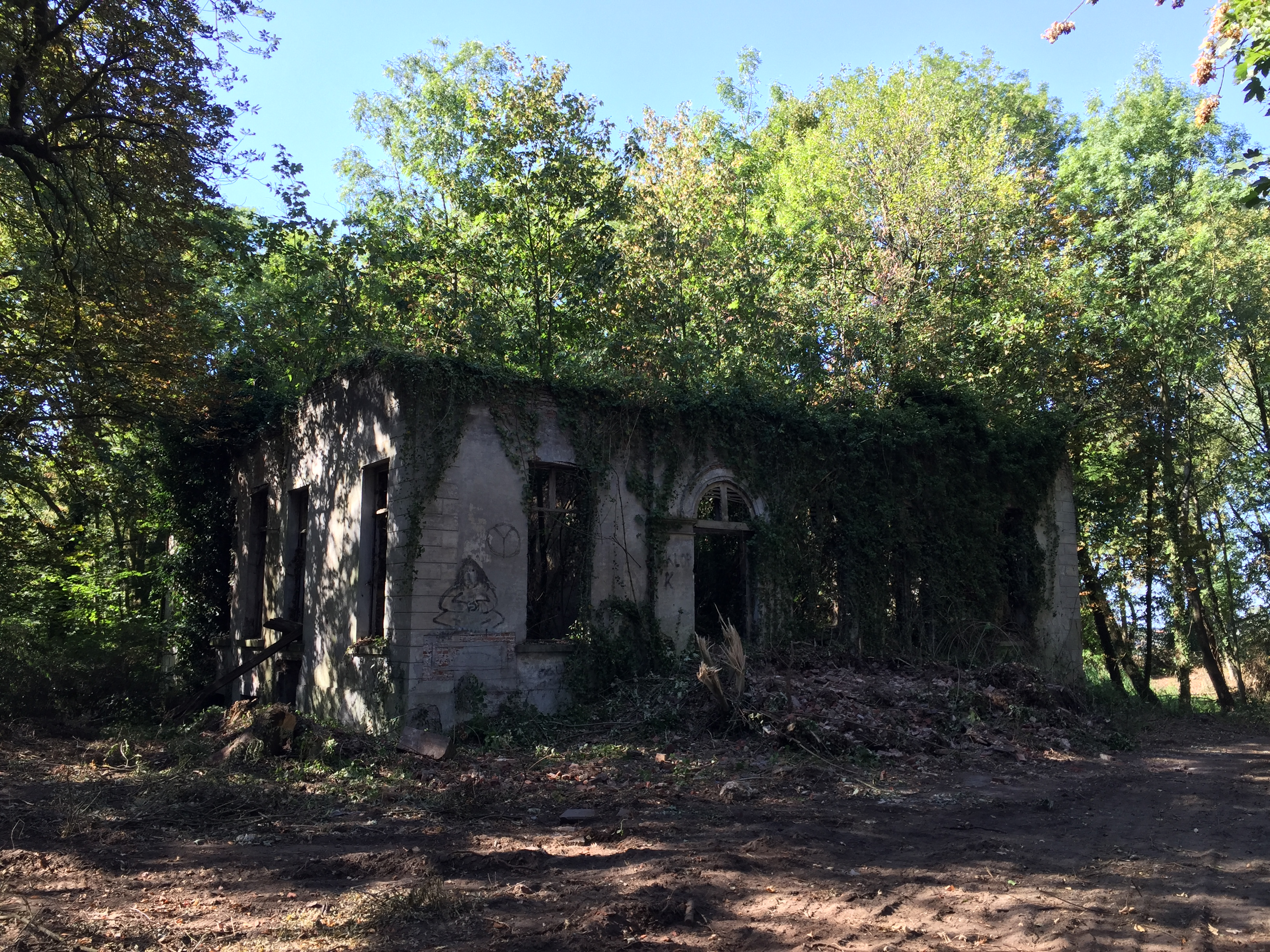
Overgebleven ruïne Château de Surmont te Kortrijk (aug 2018)

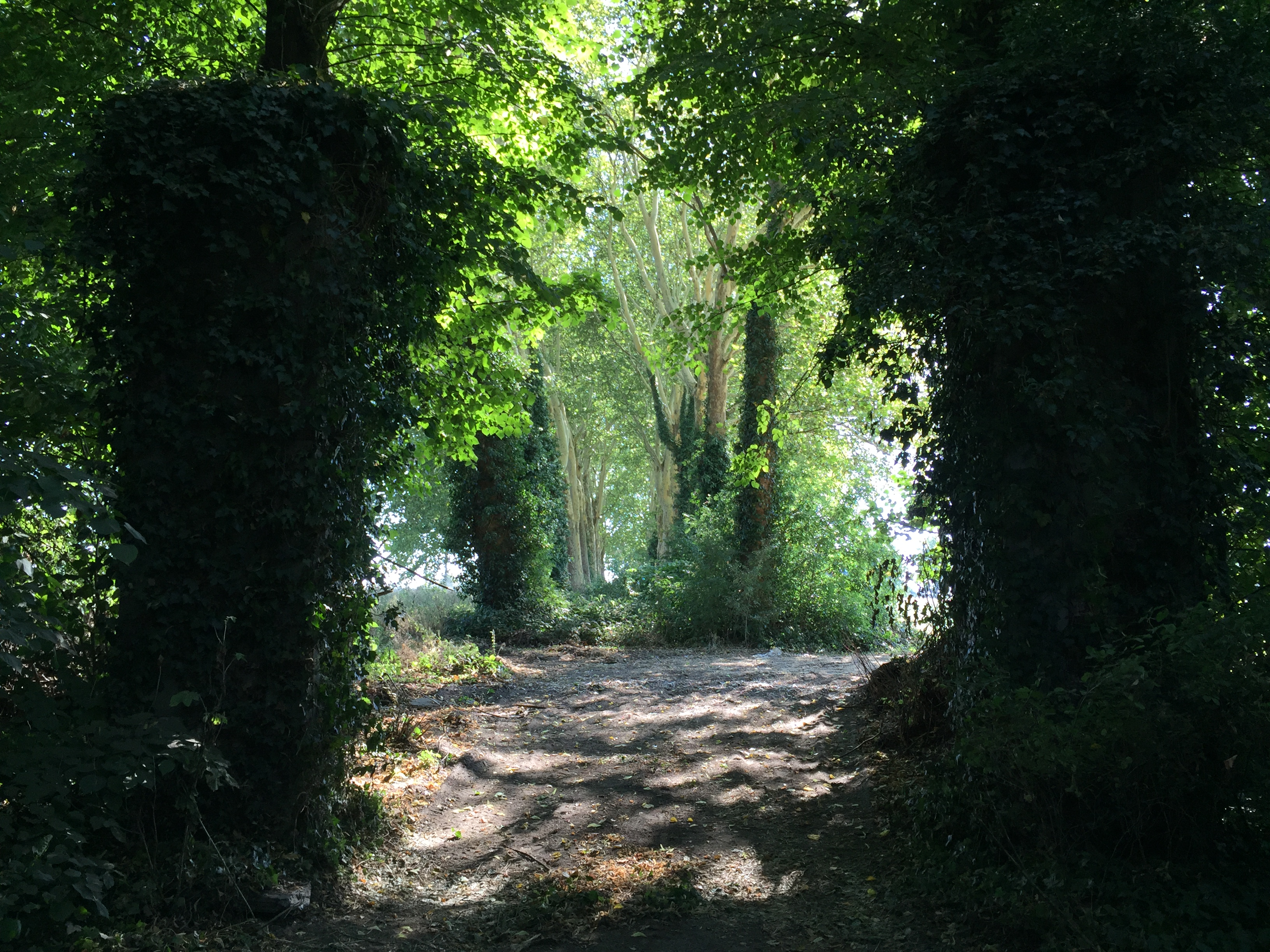
Bomenrij - oprit en kasteelpoort Château de Surmont te Kortrijk (aug 2018)

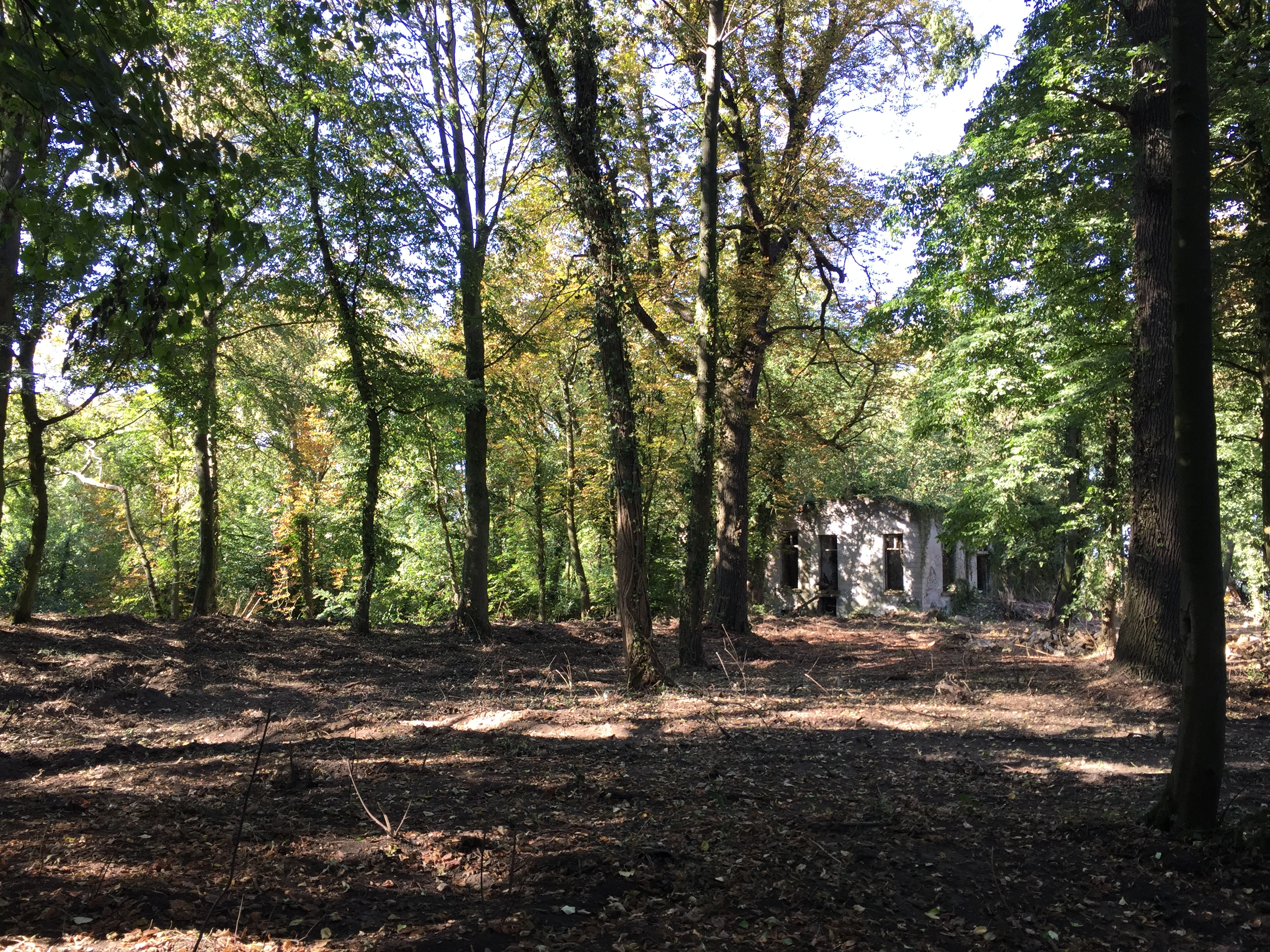
Overgebleven ruïne Château de Surmont te Kortrijk omgeven door bomen (aug 2018)

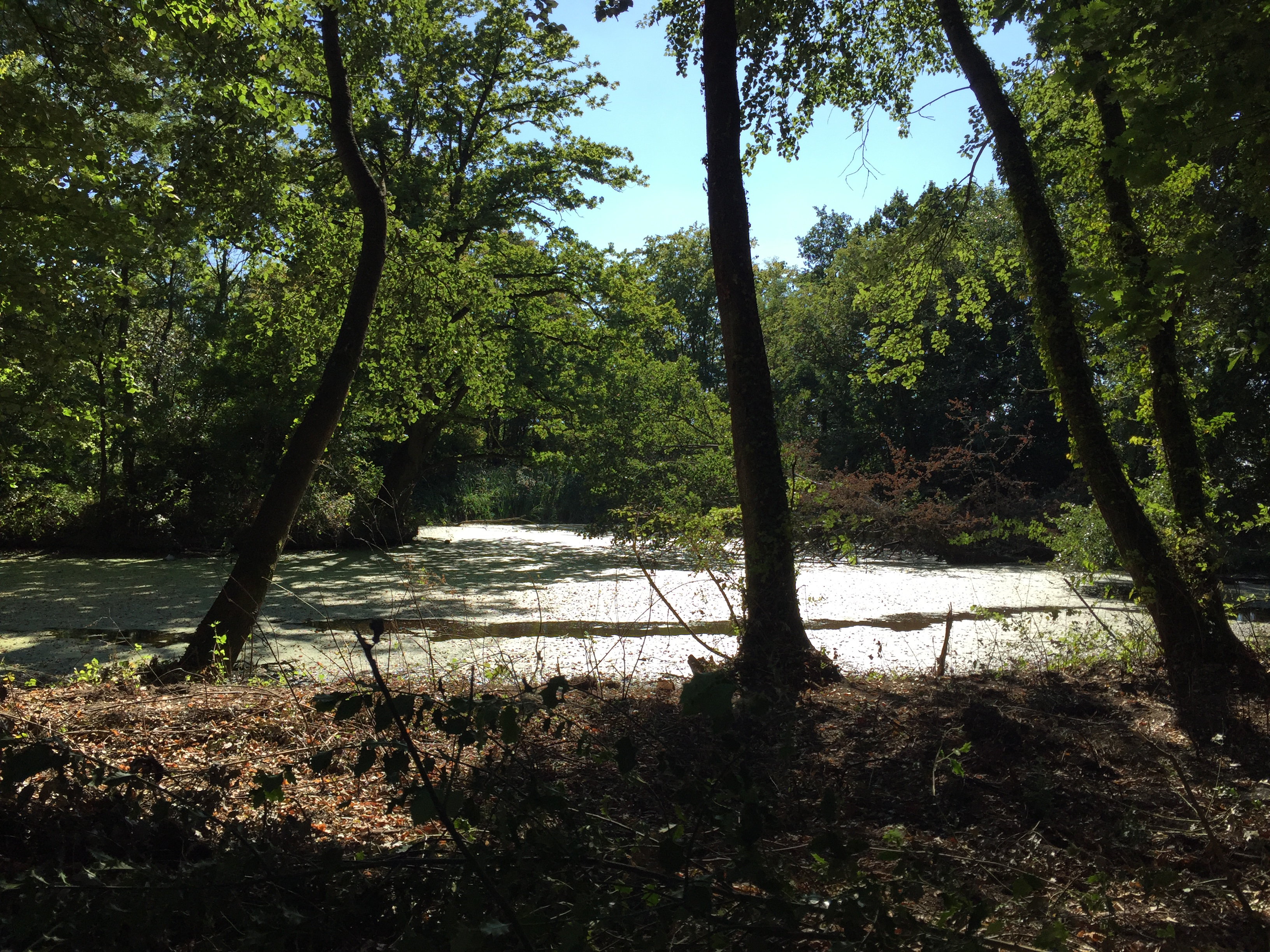
Verwilderde Engelse tuin van Château de Surmont te Kortrijk (aug 2018)

Tot 1966 was Cyriel Vanooteghem de pachter van het neerhof. Drie landarbeiders hielpen hem bij het werken op het land, een meid hielp in het huishouden. In 1966 nam zijn zoon Silvère Vanooteghem het landbouwbedrijf van zijn vader over. Reeds in het begin werd hij geconfronteerd met verkaveling. In 1966-1967 werd tien hectare land opgeofferd voor de aanleg van de E17. Silvère Vanooteghem leefde op de hofstede tot zijn overlijden in 2001. Na zijn overlijden bleef de hoeve onbewoond en werd ze meermaals geplunderd en vernield door vandalen.

### 21ste eeuw: de teloorgang van het domein
Eind 2018 werd de overgebleven ruïne van het kasteel volledig afgebroken en werd het domein deels opgeklaard.